# Edmodo

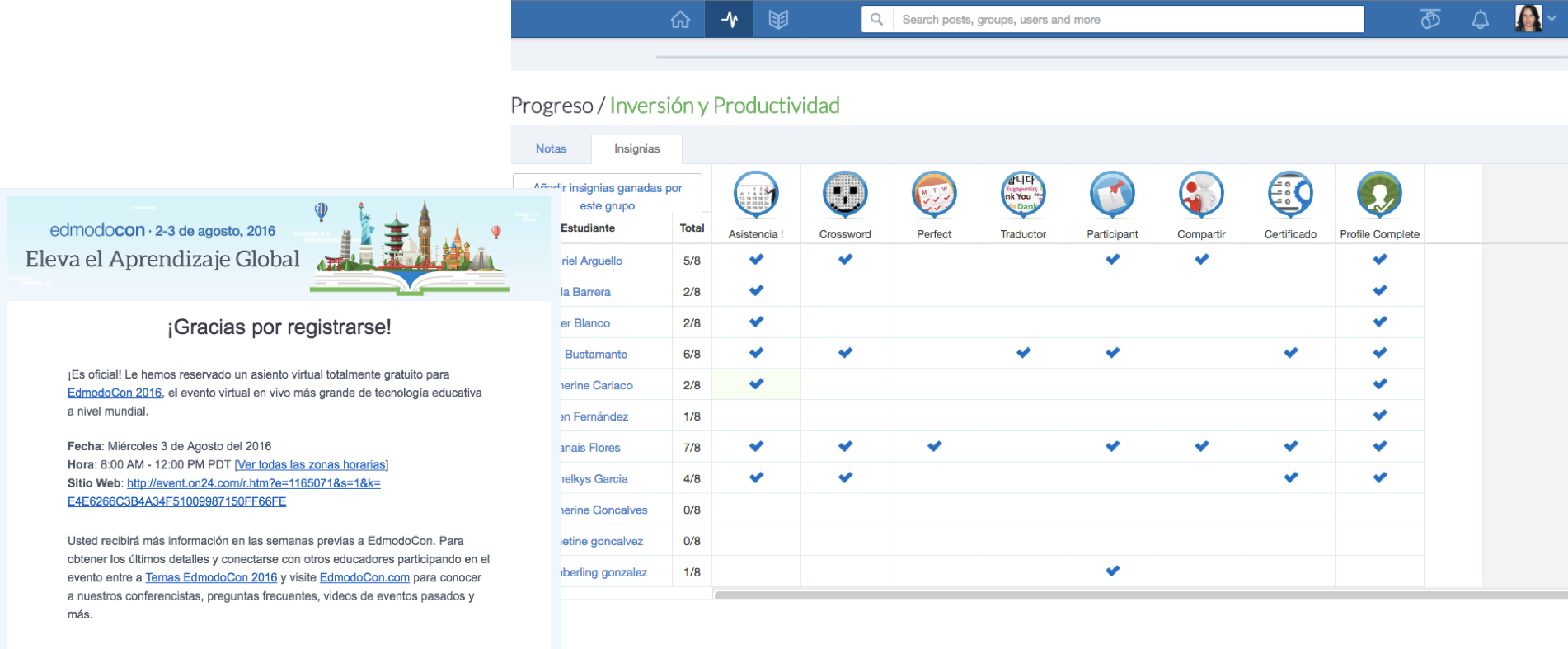
Plate-forme Edmodo

Edmodo était une plate-forme de type réseau social destinée aux personnes œuvrant dans le domaine de l'éducation, créée en 2008 et fermée en 2022.

## Description
L'interface utilisateur d'Edmodo a été décrite comme similaire à celle de Facebook par sa configuration et certaines de ses applications. On y retrouve une banque de ressources partagées par des enseignants. Le site permet aux écoles de se créer un réseau privé de communication pour le partage entre enseignants, parents et élèves. L'interface du site est en anglais, mais l'utilisateur du site peut choisir de traduire ce dernier en six langues.

## Réputation
Le site a été reconnu en 2012 par Time Magazine  comme étant l'un des meilleurs réseaux sociaux pour les jeunes âgés de moins de 13 ans. En 2012, il a reçu le Webby Award  dans la catégorie: Éducation & Mobilité. En 2011, la American Association of School Librarians (AASL) a récompensé le site et l'a reconnu comme l'un des meilleurs sites Web pour l'enseignement et l'apprentissage.

## Visée pédagogique et utilités
(octobre 2022).
Edmodo a une visée pédagogique principale : transformer la classe en communauté par le pouvoir d'un média social, l'application Web 2.0. Son principe repose sur la possibilité d'apprendre en tout temps et en tout lieu. Pour ce faire, Edmodo offre aux enseignants, aux élèves et aux parents un espace commun où ils peuvent contribuer au partage d'informations, d'idées et de matériel en lien avec des sujets éducatifs. En ce sens, ce réseau social crée un lien entre les différents utilisateurs et leur environnement. Aussi, Edmodo peut servir à initier les élèves aux technologies et à favoriser l'amélioration de la communication par la langue écrite. À l’instar des autres réseaux sociaux tels que Facebook et Twitter, Edmodo a également son application. Si la classe est pourvue de tablette numérique, il existe l’application gratuite Edmodo. Cette application permet également de partager de l’information et de rester connecté. 
Utilité pour les élèves :
Edmodo est utile pour plusieurs aspects. Les élèves peuvent vérifier leurs notes scolaires et consulter la liste des devoirs à faire. Ils ont aussi la possibilité d'écrire des messages à leurs enseignants et aux groupes auxquels ils appartiennent mais non à leurs camarades de classe directement. Sur la page d'accueil, un outil est disponible pour aider les élèves à gérer leurs études. Il y a un calendrier où ils peuvent afficher les dates de remises des travaux, des examens, des évènements à venir ou toute autre information pertinente. La remise des travaux peut se faire également directement sur Edmodo. Les commentaires des enseignants sur ces mêmes travaux sont accessibles aux élèves. Faisant partie, en quelque sorte, des nouvelles technologies, Edmodo permet aux enfants d'apprécier un nouveau support éducatif. En effet, plusieurs d'entre eux pourront probablement retrouver une certaine motivation et de la curiosité grâce au réseau social. Ce dernier rejoint l'intérêt de plusieurs jeunes puisqu'il est sur internet. 
Utilité pour les enseignants :
De leur côté, les enseignants peuvent mettre des notes scolaires et des listes de travaux à faire à la maison à partir d'Edmodo. Ils sont aussi capables de créer des "quiz", de lancer des sondages et d'ouvrir des sujets de discussion pour leurs élèves. Pour motiver ces derniers dans leur réussite scolaire, les enseignants peuvent même créer des badges de récompense. En ce qui concerne le partage de l'information, un moteur de recherche permet aux enseignants de retrouver des utilisateurs faisant partie de la même école qu’eux. Ainsi, ils peuvent partager des conseils, des trucs et des outils pédagogiques avec d'autres membres de l'équipe-école de façon virtuelle. Parmi les douze compétences liées à l’acte d’enseigner du référentiel de compétences , MEQ, 2001. développé par le Ministère de l’Éducation du Québec MEQ, 2001, l'utilisation d'Edmodo permet le développement de la compétence 8. Cette compétence vise l'intégration des technologies de l'information et des communications aux fins: de préparation et de pilotage d'activités d'enseignement-apprentissage, de gestion de l'enseignement et de développement professionnel. Le réseau social peut aussi être utilisé en classe et projeté sur le tableau interactif. De cette façon, les enseignants peuvent tirer profit des technologies pour enrichir leurs leçons et susciter un intérêt nouveau chez leurs élèves.

## Historique
Edmodo a été fondé par Nicolas Borg et Jeff O'Hara en 2008, étudiants en technologie travaillant dans des écoles séparées de la région de Chicago, comme média sécurisé de microblogging pour les étudiants. En 2010, Edmodo a lancé des communautés de « sujets » (subjects) et d'« éditeurs » (publishers), une bibliothèque de médias numériques, un centre d'aide, et des « comptes parents » pour pouvoir communiquer avec les enseignants, les autres parents, et les élèves. Le 15 août 2022, le compte twitter @edmodo annonce la fin de leur plateforme pour le 22 septembre 2022. 

### Blog
Edmodo Blog  est accessible à partir de la page d'accueil du site. On doit cliquer sur l'onglet blog situé dans le bas de la page à gauche pour y entrer. Afin d'aider les enseignants, les élèves et les parents à naviguer sur le blog, une liste de catégories est offerte. Grâce à elle, les utilisateurs peuvent trouver rapidement des vidéos, des dates d'événements spéciaux, des pratiques éducatives, des articles de presse sur l'éducation, etc. Par ailleurs, les enseignants peuvent partager leur histoire et leur pratique afin d'en faire bénéficier tout le monde. Il y a aussi l'onglet feature qui permet d'accéder aux pages les plus populaires.

### Centre d'aide
Dans la rubrique Centre d’aide, en cliquant sur le lien «Edmodo in action», il est possible de retrouver plusieurs vidéos pour comprendre comment Edmodo peut être utilisé dans les classes. Le visiteur peut choisir entre les onglets «Features», «Subject area» et «Schools and district». 
Dans l’onglet «Features», plusieurs vidéos sont mises à la disposition des enseignants pour les aider à comprendre le fonctionnement de certains outils. Par exemple, il y a entre autres une vidéo sur « How to create a quiz » qui permet à l'enseignant de voir concrètement les étapes de réalisation du quiz. 
Dans l’onglet « Subject area », les vidéos présentent ce que les enseignants peuvent faire avec Edmodo dans les différents domaines d'apprentissage. Par exemple, en mathématique, on peut publier des résolutions de problèmes qui peuvent être complétés à la maison. On peut aussi créer des quiz mathématiques pour évaluer les élèves sur une notion. Lorsque les élèves ont obtenu une bonne réponse, l’enseignant peut utiliser l’outil «badge» pour les récompenser. On peut également publier des jeux informatiques disponibles en ligne pour que les élèves puissent pratiquer leurs habiletés mathématiques. 
En ce qui a trait au domaine des sciences, on peut publier une vidéo sur un sujet discuté en classe afin de l'approfondir. Par la suite, on peut poser une question à choix de réponse aux élèves en bas de la vidéo afin de connaitre la position des élèves sur le sujet. On peut ensuite compiler les résultats sous forme de tableau pour comparer les réponses des élèves. Ainsi, ces ressources peuvent être utilisées comme complément à l’enseignement.
Dans la dernière rubrique intitulée « Schools and district », les vidéos visent à montrer aux enseignants comment utiliser les réseaux de communication. Ainsi, ils peuvent facilement communiquer et partager de l'information avec leur communauté, c'est-à-dire les enseignants de leur école. 
Le centre d'aide est donc une excellente façon pour les enseignants de découvrir tout le potentiel de ce réseau social au profit des apprentissages des élèves. Ces derniers sont également amenés à exploiter les technologies de l’information et de la communication, une compétence transversale du Programme de formation de l'école québécoise que l'on doit intégrer dans leur quotidien.